# Who’s Laughing Now
A Who's Laughing Now Jessie J brit énekesnő dala debütáló, Who You Are című albumáról. Jessie J mellett Talay Riley, Astasio, Pebworth, Shave és a The Invisible Men szerezte a dalt. Producere az utóbbi duó mellett (tagjai: Abrahams és Ighile) Parker and James volt. Olyan emberekre utal a dal, akiket bántalmaztak, és Cornishra, aki jelenleg életét R&B sztárként éli. Az album negyedik kislemezeként jelent meg a szám 2011. augusztus 21-én.

## Háttér
A dalban Jessie kifejezi, büszke arra, amit elért a zeneiparban, illetve hogy ő nevetett a végén, hiszen rengetegen gúnyolták fiatalkorában, aki kételkedett abban, hogy híres lehet. A The Sunnak nyilatkozott: „Ez a szám mindig megnevettet. Olyan sok támogatóm van, viszont sok kételkedő is, viszont ez a dal egy kinevetés számokra. Ahogy mondom: 'A gyűlölők hagy utáljanak, későn szeretnek meg!” Eric Henderson szerint „a Who’s Laughing Now egy választ szolgál a gonosz osztálytársaknak, akik képeken akarják bejelölni Facebookon.”

## Kereskedelmi fogadtatás
2011. augusztus 14-én, a videóklip kiadása után a dal 37. helyen debütált a brit kislemezlistán. Egy héttel később 21. lett, majd 16. helyezésig mászott fel. Ez volt az első olyan kislemeze, mely az Egyesült Királyságban nem lett top 10-es, és mindössze 166 000 példányban kelt el.

## Videóklip
A dalhoz tartozó videóklipet Emil Nava rendezte. A kisfilm 2011. augusztus 10-én jelent meg, melyben egy színész alakítja a fiatal Jessie J-t, aki iskolai bántalmazások áldozatává válik. Jessie többek között tanárt és gondnokot játszik. A dalról így vélekedett: „A zene változásról szól, de ugyanakkor arról, hogy nevethess magadon. Szerintem ez a szám olyan történetet mesél el, melyen sok ember átesett, és remélem ettől sokan felfigyelnek az iskolai bántalmazások komolyságára.”

## Élő előadások
Jessie rengeteg fellépésén adta elő a dalt, így például a Glastonbury Fesztiválon és Radio One Big Weekend-en. 2011. augusztus 5-én az Alan Carr: Chatty Man-en lépett fel a számmal.

## Számlista és formátumok
Brit CD kislemez/ Digitális EP
1. Who’s Laughing Now – 3:55
2. Who’s Laughing Now (DJ Fresh Remix) – 4:16
3. Who’s Laughing Now (Xaphoon Remix) – 3:52
4. Who’s Laughing Now (Live at Shepherd's Bush Empire) – 4:57
5. Abracadabra – 3:50